# Tokur
Tokur (russisch Токур) ist eine Siedlung städtischen Typs in der Oblast Amur (Russland) mit 595 Einwohnern (Stand 1. Oktober 2021).

## Geographie
Der Ort liegt knapp 500 km Luftlinie nordöstlich des Oblastverwaltungszentrums Blagoweschtschensk am Südrand des Selemdaschagebirges. Er befindet sich am Flüsschen Maly Karaurak gut 8 km oberhalb seiner Mündung von rechts (Norden) in die Selemdscha.
Tokur gehört zum Rajon Selemdschinski und ist von dessen Verwaltungssitz Ekimtschan etwa 8 km in nordöstlicher Richtung entfernt. Es ist die einzige Ortschaft der Stadtgemeinde (gorodskoje posselenije) Possjolok Tokur.

## Geschichte
Der Ort wurde 1939 gegründet, nachdem dort im gleichen Jahr eine Goldlagerstätte entdeckt worden war. Er erhielt seinen Namen nach einem dort fließenden Bach. 1949 wurde Tokur Siedlung städtischen Typs. Seit der Blütezeit der Goldförderung in den 1940er- bis 1960er-Jahren sinkt die Einwohnerzahl kontinuierlich.

### Bevölkerungsentwicklung
| Jahr | Einwohner |
| ---- | --------- |
| 1959 | 3222      |
| 1970 | 3176      |
| 1979 | 2665      |
| 1989 | 2452      |
| 2002 | 1171      |
| 2010 | 1091      |
| 2021 | 595       |

Anmerkung: Volkszählungsdaten

## Verkehr
Die Straße nach Tokur zweigt 3 km westlich des Rajonzentrums Ekimtschan, wo sich ein kleiner Regionalflughafen befindet, von der vom 400 km entfernten Swobodny an der Transsibirischen Eisenbahn kommenden Straße ab, die zunächst der Seja und dann der Selemdscha aufwärts folgt und bei Fewralsk die Baikal-Amur-Magistrale (BAM) kreuzt.